# Останній заповіт Нобеля
«Останній заповіт Нобеля» (англ. Nobels testamente) — шведський фільм-драма, детектив 2012 р. режисера Петера Флінта, знятий на хвилі популярності трилогії «Міленіум» письменника Стіґа Ларссона.
Стрічка знята по бестселеру шведської журналістки і автора кримінальних історій Лізи Марклунд (Eva Elisabeth «Liza» Marklund), кримінальні історії якої користуються світової популярністю. Письменниця, як і її співвітчизник Стіґ Ларссон, зробила головним героєм своєї детективної серії людини зі світу медіа — журналістку Аніку Бенгцтон, що виявилася втягнутою в політичні і економічні скандали.

## Сюжет
Під час урочистої вечері з нагоди вручення Нобелівської премії репортер кримінальної хроніки Аника Бенгцтон стає мимовільним свідком вбивства високопоставленого чиновника. Поліція забороняє їй оголошувати будь-які подробиці у справі, але репортер до мозку кісток не в силах противитися журналістському покликанням. Аніка починає самостійне розслідування, яке приводить її до страшної розгадки.

## У ролях
- Малін Крепін,
- Бьєрн Чьелльман,
- Антьє Троє

## Виробництво
Студія: Yellow Bird Films